# 1517 Beograd
Beograd (asteróide 1517) é um asteróide da cintura principal com um diâmetro de 36,16 quilómetros, a 2,600819 UA. Possui uma excentricidade de 0,0425086 e um período orbital de 1 635,13 dias (4,48 anos).
Beograd tem uma velocidade orbital média de 18,07195466 km/s e uma inclinação de 5,28168º.
Esse asteróide foi descoberto em 20 de Março de 1938 por Milorad Protić.